# Golfo del Maine
Il golfo del Maine (in inglese Gulf of Maine) è un grande golfo dell'Oceano Atlantico sulla costa nord-orientale del Nord America.
È delimitato a sud-ovest da capo Cod nella punta orientale del Massachusetts, e a nord-est dall'Isola di Cape Sable, sulla punta meridionale della penisola della Nuova Scozia. Comprende le coste degli Stati americani del New Hampshire, Maine, Massachusetts, e le coste occidentali e meridionali delle province canadesi di Nuovo Brunswick e Nuova Scozia.
La baia del Massachusetts e la baia di Fundy sono incluse nel più ampio golfo del Maine. Nel golfo del Maine si registrano tra le più alte variazioni di marea del pianeta (presso la Baia di Fundy).

## Geografia
La linea costiera del golfo del Maine è prevalentemente rocciosa e offre bellissimi panorami; si tratta nel complesso di un territorio scarsamente antropizzato, se si eccettuano le aree metropolitane di Boston, Portsmouth, Portland e Saint John. Le glaciazioni hanno determinato la presenza di un suolo spoglio e sedimentato, perciò nel golfo non si trovano le spiagge sabbiose presenti invece scendendo in direzione sud lungo la costa atlantica.
I fondali sono irregolari e presentano alcuni punti elevati, come nel caso della secca denominata Georges Bank. La presenza di questi bassifondi protegge le acque dalla corrente del Golfo. Si può quindi andare da zone profonde anche 500 metri, a punti in cui il fondale supera il livello del mare e forma delle isole. La maggior influenza della corrente del Labrador rende le acque di questo golfo più fredde e ricche di elementi nutrienti rispetto alle zone più meridionali.

## Storia
Relativamente vicino all'Europa, il golfo del Maine era utilizzato spesso come punto di sbarco per i primi coloni: i Francesi per esempio si insediarono sull'isola di Saint Croix nel 1604, mentre nel 1607 giunsero i primi coloni dall'Inghilterra.
Negli anni sessanta e settanta del XX secolo, Canada e Stati Uniti ebbero una disputa relativamente allo sfruttamento delle risorse - in particolare quelle ittiche - del golfo. Questa disputa giunse fino alla Corte internazionale di giustizia, che nel 1984 stabilì un preciso confine marittimo, ma Canadesi e Statunitensi continuarono a disputarsi la sovranità relativa all'isola di Machias Seal e alle acque circostanti.
Oggi, anche per proteggere l'habitat marino del golfo, Canada e Stati Uniti collaborano nel controllo dell'area anche per evitare trivellazioni abusive alla ricerca di petrolio e gas.